# Briqueterie du camp de concentration d'Oranienburg

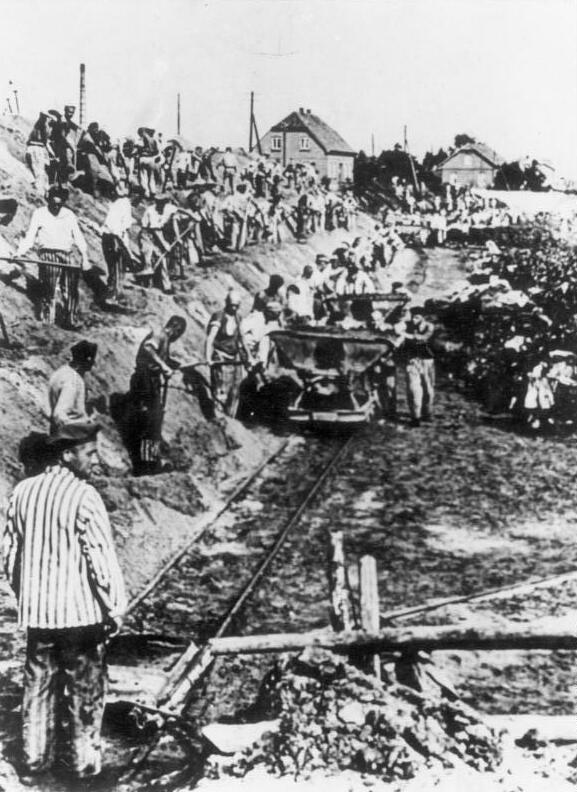
Prisonniers dans la briqueterie (1940)

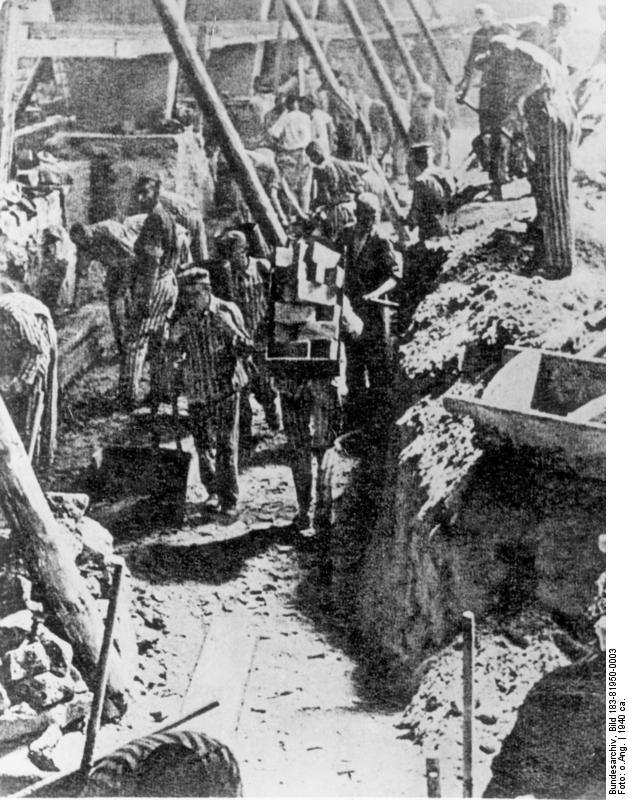
Prisonniers dans la briqueterie (1940)

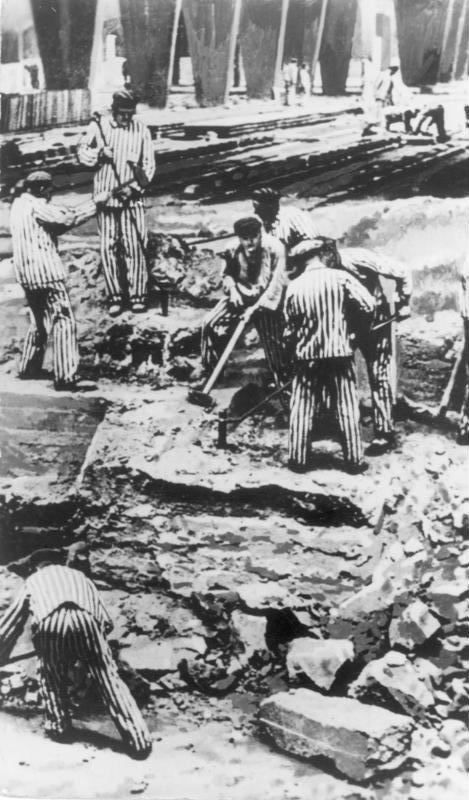
Prisonniers dans la briqueterie (1940)

Camp annexe du camp de concentration d'Oranienbourg-Sachsenhausen, la briqueterie d'Oranienburg produisait des klinkers.

## Histoire
La création de l'usine était le fruit d'un accord conclu en juillet 1938 entre l'inspecteur général des bâtiments de la capitale du Reich, Albert Speer, et l'administration de la SS. L'objectif était de fournir les quantités considérables de matériaux de construction dont Speer aurait eu besoin pour son plan de transformation de Berlin en capitale mondiale de la Germanie. En plus de la briqueterie, un port a été construit à l'écluse de Lehnitz ainsi qu'à la demande de Speer, une usine de pierre naturelle. Le camp de concentration de Sachsenhausen fournissait la main d'œuvre. La Deutsche Erd- und Steinwerke GmbH qui appartenait à la SS a pris en charge l'exploitation de la briqueterie.
En 1941, quelques baraquements ont été construits pour les détenus et le camp est devenu un camp annexe indépendant. À partir de 1942, des grenades à main y ont été produites; le commando de travail  Speer recyclait la ferraille. À partir de 1944, la Heinkel-Werke Oranienburg y a produit des pièces détachées d'avion.
Le commando Klinker était particulièrement redouté car presque chaque jour des détenus y mouraient d'épuisement ou en raison des mauvais traitements des gardiens.

### Meurtres puis bombardement
De juillet à septembre 1942, presque tous les détenus portant le triangle rose  ont été victimes d'une campagne de meurtres commise par la SS («Aktion Klinker ») . L'ancien ancien du camp Harry Naujoks a rapporté dans ses mémoires le meurtre de 200 homosexuels et «usurpateurs ». L'ancien détenu Emil Buge a noté les noms de 89 détenus qui ont été assassinés au cours des six semaines.

Le 30 juin 2002 et le 16 août 2007, ce massacre a été commémoré par l'érection d'un mémorial composé de 200 pierres commémoratives.
En avril 1945, l'US Air Force a bombardé l'usine. Plus d'une centaine de prisonniers sont morts.

### Après la fin de la guerre
Après la fin de la Seconde Guerre mondiale, les machines et équipements de l'usine, qui n'avaient pas été détruits par les bombardements, ont été transportés en Union soviétique. En 1948, l'Armée rouge a fait sauter les bâtiments restants et a nivelé la zone. En 1951, la zone a été cédée à la ville d'Oranienburg et, de 1966 à 1989, l'Armée nationale populaire l'a utilisée comme zone d'entraînement. En 1991, le site a été transformé en zone industrielle. Entre autres, une entreprise de béton utilise depuis lors la zone autour du port. Les protestations d'anciens prisonniers ont conduit à l'arrêt de nouvelles implantations en 1992. En 1996, l'ensemble du site a été placé sous la protection des monuments historiques. Un an plus tard, il a été décidé qu'un parc historique devrait commémorer l'utilisation antérieure de la zone, et un premier site commémoratif provisoire a été mis en place dans le port. Les plans de la ville d'Oranienburg à partir de l'an 2000 prévoient qu'un aménagement paysager du parc historique rappelle les anciennes dimensions de l'ouvrage. Un système de chemins devait être créé le long des itinéraires précédents. Cela ne s'est pas produit jusqu'à présent, en raison de la pollution par les munitions dans la région. Cependant, des panneaux et des installations sont présentes à plusieurs endroits sur le site.